# Thyreus centrimacula
Thyreus centrimacula là một loài Hymenoptera trong họ Apidae. Loài này được Pérez mô tả khoa học năm 1905.